# Mason megye (Michigan)
Mason megye az Amerikai Egyesült Államokban, azon belül Michigan államban található. Megyeszékhelye és legnagyobb városa Ludington. Lakosainak száma 29 052 fő (2020. április 1.). Mason megye Manistee, Oceana, Lake, Newaygo, Sheboygan és Manitowoc megyékkel határos.

## Népesség
A megye népességének változása:
| Lakosok száma | 28 724 | 28 632 | 28 625 | 28 605 | 28 783 | 29 052 |
|               | 2010   | 2011   | 2012   | 2013   | 2015   | 2020   |